# Caselette
Caselette és un comune (municipi) de la ciutat metropolitana de Torí, a la regió italiana del Piemont, situat a uns 18 quilòmetres de Torí. A 1 de gener de 2019 la seva població era de 3.030 habitants.
Caselette limita amb els següents municipis: Almese, Alpignano, Avigliana, Buttigliera Alta, Rivoli, Rosta i Val della Torre.